# Calceolariaceae
Calceolariaceae is een botanische naam voor een familie van tweezaadlobbige planten. Een familie onder deze naam wordt zelden erkend door systemen van plantentaxonomie, maar wel door het APG II-systeem (2003).
Het gaat om een niet al te grote familie van enkele honderden soorten. Het bekendste geslacht is Calceolaria.